# Warkocz
Warkocz (polnisch für ‚Zopf, Geflecht‘) sind eine Gruppe zwischen 100 und 300 m hoher Hügel auf King George Island im Archipel der Südlichen Shetlandinseln. Sie ragen zwischen dem Wanda-Gletscher im Südwesten und dem Krak-Gletscher im Nordosten am Ufer des Martel Inlet auf.
Polnische Wissenschaftler benannten sie nach der Haartracht der Prinzessin Wanda, der Tochter von Krak, Herzog der Vandalen und zentrale Figur im Gründungsmythos der Stadt Krakau.